# Chamar-Daban
Chamar-Daban (Russisch: Хамар-дабан; van de Boerjatische woorden chamar; "neus" en daban; "opgang", "bergpas") is een hooggebergtemassief tegen de zuidoostkust van het Baikalmeer in het zuiden van Russisch Siberië, ten noorden van Mongolië. Bestuurlijk gezien ligt het grotendeels in de autonome deelrepubliek Boerjatië; alleen het noordwestelijke puntje vormt onderdeel van de oblast Irkoetsk.
De Chamar-Daban verloopt in west-oostelijke richting over een lengte van ongeveer 420 kilometer en heeft een breedte tot 65 kilometer. Het vormt een oostelijke voortzetting van de Sajan, waarvan het aan noordwestzijde wordt gescheiden door de Toenka-depressie. Het gebergte loopt op in hoogte naar het westen toe, waar zich de hoogste pieken bevinden, de Chan-Oela (2371 meter) en, nabij de bovenloop van de rivier de Oetoelik, de Oetoelinskaja podkova (2396 meter). Bij toeristen is de makkelijk beklimbare Pik Tsjerskogo (2090 meter) het populairst, die jaarlijks duizenden mensen trekt.
Geologisch gezien bestaat het massief uit een complex van kristallijne schisten, gneisen, basalten en kalksteen, die op veel plekken worden doorbroken door intrusies van graniet.
In het gebergte bevinden zich veel meren, waarvan het Sobolinojemeer een van de grootste is. Andere meren zijn het Patovojemeer en het Tsjortovomeer. De grootste rivieren zijn de Oetoelik, Snezjnaja, Temnik en Chara-Moerin. Er bevinden zich een aantal valleien, kloven en watervallen.
Het noordelijk deel van het gebergte is met een gemiddelde van 1200 mm neerslag per jaar het meest natte gebied van de Baikalregio en wordt gekarakteriseerd door dichte begroeiing. In het zuidelijke deel overheerst toendravegetatie. De bossen bestaan met name uit coniferen, met op plekken kleine populaties van populieren en berken. Op de grootste hoogten bevinden zich bergweiden, Siberische dwergden en dwergberk. Ook komt er bergsteppe voor. De boomgrens ligt op 1500 tot 1800 meter. In het centrale deel is in 1969 het biosfeerreservaat zapovednik Bajkalski ingesteld met een oppervlakte van 1.657 km².
Voorkomende diersoorten in de Chamar-Daban zijn bruine beer, hert, eland, wolf, vos, eekhoorn en de vogelsoorten auerhoen, notenkraker, specht en hazelhoen. In de rivieren zwemmen soorten als vlagzalm (Thymallus thymallus), lenok (Brachymystax lenok) en de blankvoorn.
De Oost-Siberische spoorlijn (onderdeel van de Trans-Siberische spoorlijn) loopt langs de oever van het Baikalmeer en daarmee ook langs de Chamar-Daban. Het gebergte is populair voor trekkers en kanovaarders. De lokale bevolking bedrijft met name landbouw, deels op pastorale wijze.

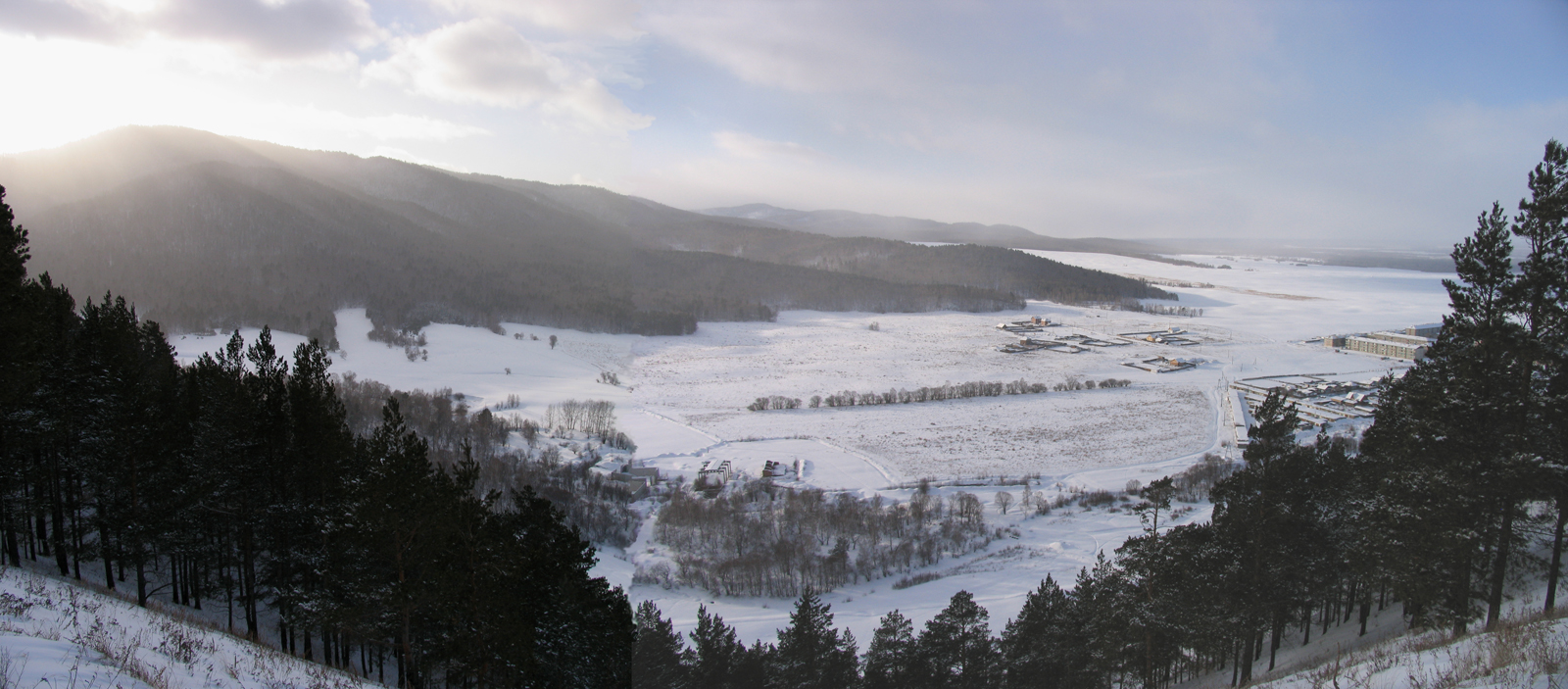
Noordelijke helling van de Chamar-Daban nabij het Boerjatische dorp Kamensk
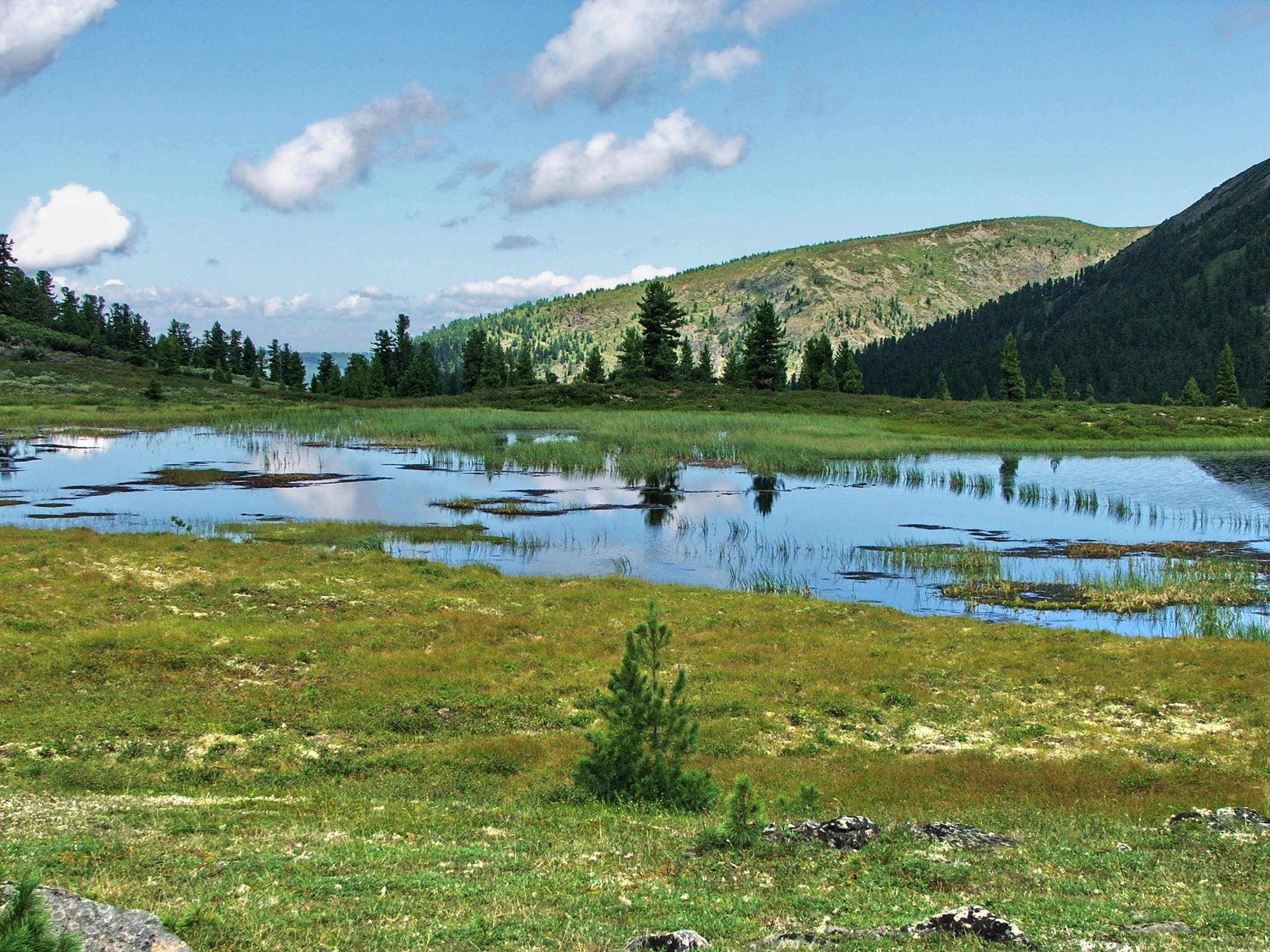
Tsjertogomeer in de Chamar-Daban
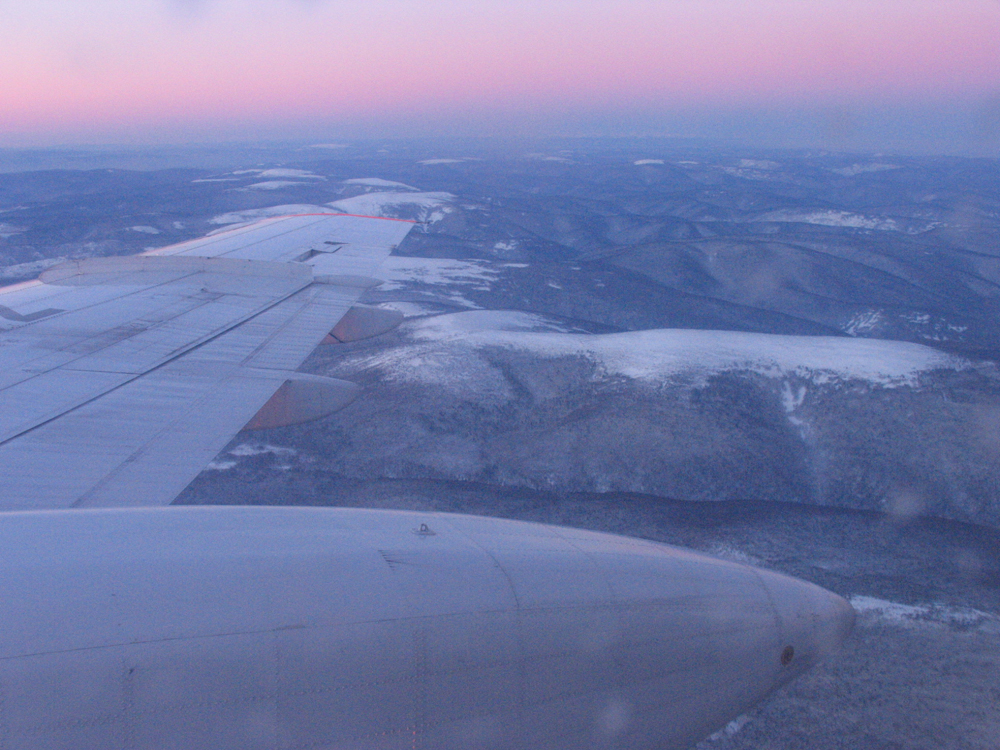
winterse Chamar-Daban vanuit de lucht